# 联合包裹服务
联合包裹服务公司（縮寫：UPS），是世界最大的快递承运商和包裹运送公司。起源於美國西雅圖，現總部位於亞特蘭大，近期联合包裹服务将其业务范围扩大到了物流和其它与运输相关的领域，例如為耐克提供倉儲服務和對东芝提供維修支援服務。
UPS以其褐色的卡车而闻名。UPS使用在其车辆和制服上这种褐色被称为“普式褐”，这个称号的来由是因为乔治·普尔曼创建的普式公司的卧铺车厢使用的就是这种颜色。联合包裹服务还拥有自己的航空公司——联合包裹服务航空（IATA：5X；ICAO：UPS）。联合包裹服务每天在全世界200多个国家递送的包裹超过1480万个。

## 歷史
1907年8月28日，美國聯合包裹服務公司於美國華盛頓州西雅圖正式成立。
联合包裹服务於2012年3月20日斥資51.6億歐元，以每股9.5歐元的現金價格收購荷蘭的TNT Express，是該公司成立105年來規模最大的收購案，此次收購將會讓UPS在歐洲的營運量倍增，以挑戰在歐洲郵務營運界具有龍頭地位的德國郵政。至於持有TNT 29.9%股權的荷蘭郵政亦表示支持此次收購。但是，在2013年1月，由於歐洲監管機構以競爭市場為由並未批准此收購案，聯合包裹宣布放棄收購同業TNT Express。

## 业务
UPS的业务基础是枢纽加辐射的网络结构。UPS的运营中心收集来自用户的包裹并将其送到枢纽。枢纽在集中了许多运营中心送来的包裹后对它们进行分类，然后分配到其他运营中心或枢纽，最终到达目的地。

### 航空货运

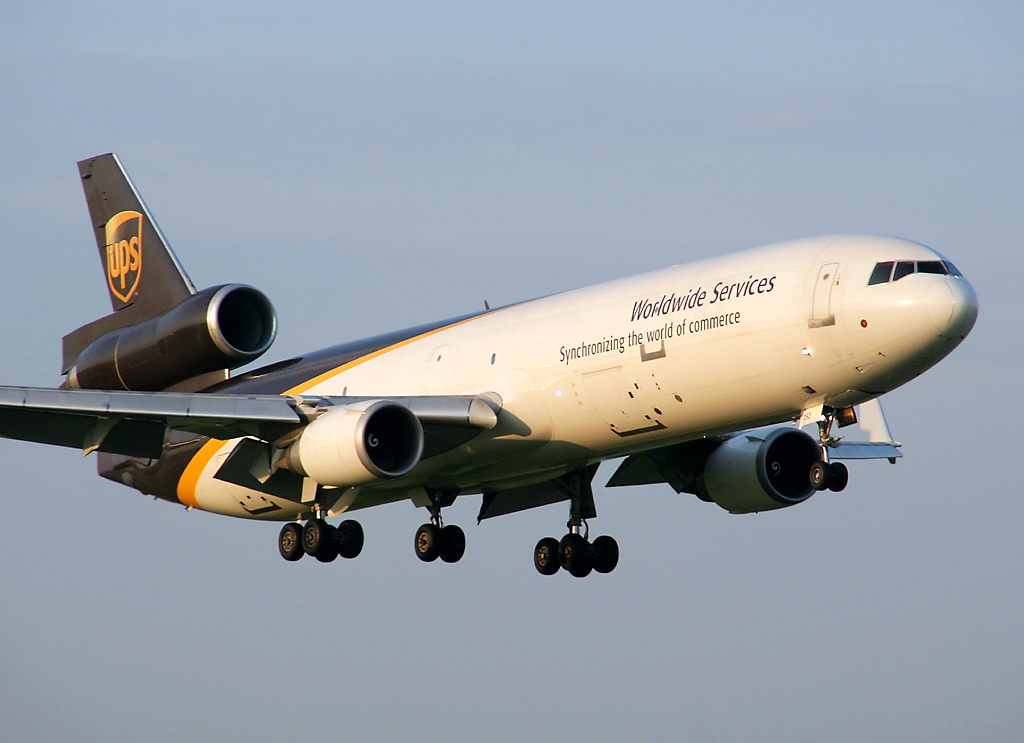
UPS麦道MD-11F货机

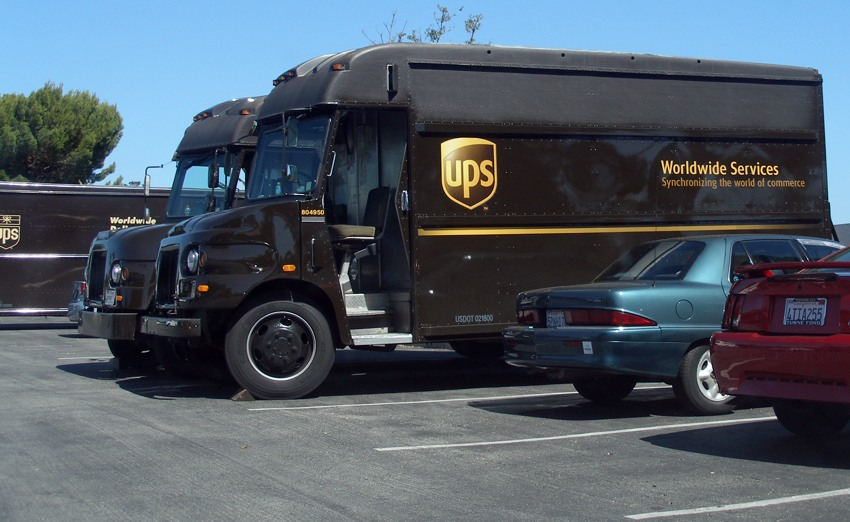
UPS专用车

UPS航空公司是世界第九大航空公司，拥有员工18,138人，機隊组成：
- 空中巴士A300F4-622R：52架
- 波音747-400BCF：2架
- 波音747-400F：11架
- 波音747-8F：28架
- 波音757-24APF：75架
- 波音767-300F：89架  （19架訂購中,預定2025交機）
- 麦道MD-11F：39架

航空樞紐站
- 美国：路易斯维尔（UPS世界港）、费城、达拉斯、安大略、罗克福德、哥伦比亚
- 亚太地区：上海浦东国际机场、深圳宝安国际机场、香港國際機場
- 欧洲：德国科隆/波恩
- 拉丁美洲及加勒比海地区：美国迈阿密
- 加拿大：哈密尔顿

### 無人機
2017年2月，UPS啟動無人機送貨到府的服務測試，這是首度將此項技術運用在日常生活物品的運送，UPS在此之前只透過這項技術將醫療用品送至難以到的地區。首先，在司機的卡車上加裝可讓載貨無人機HorseFly起降的平台，再由物流士透過平板連線內部系統，設定無人機作業流程，計算配送目的地與回程時間地點安排，則在無人機飛出去送貨的同時，物流士也可進行作業，藉此節省成本。
目前HorseFly在每次充飽電後可飛行30分鐘，最重可運送10磅貨物。

## 競爭對手
UPS的主要竞争对手有美國郵政署、联邦快递和DHL。过去，UPS在廉价的地面快递市场中的竞争对手只有美国邮政服务，但1998年，联邦快递在收购了道路包裹系统公司（Roadway Package System）后也加入了进来。同时，DHL也收购了空运快递公司（Airborne Express）。此次收购增加了DHL在美国的市场占有率，也将进一步加剧地面快递市场的竞争。